# Rijk der Moeders
Het Rijk der Moeders is een mythisch gebied, dat wordt beschreven in deel II van Goethe's versie van de Faust (sage) over de legendarische magier en medicus Johann Faust, die zijn ziel aan de duivel zou hebben verkocht. Het 'rijk' staat symbool voor het traject van levenservaring dat een intellectueel en/of geleerde een dieper inzicht en wijsheid kan verschaffen.

## Goethe's Faust
In deel I van Goethe's Faust is deze de gedreven zoekende naar kennis en ervaringen die Mefisto hem niet blijvend kan bieden. Tegen de onvrede van Faust met het menselijk bestaan weet de duivel geen remedie te vinden.
In deel II stuurt Mefisto Faust daarom op pad naar het Rijk der Moeders. Deze huivert al bij het vooruitzicht als gevolg van Mefisto's aanmoediging: "Je zult daar of wel verzinken of wel opstijgen".
In het Rijk der Moeders leven de oervormen, waarvan de werkelijkheid een afspiegeling is, zowel van de duistere als van de schitterende werkelijkheid:
"De geschiedenis jaagt er rond. Wie de moed heeft erheen te gaan verzorgt de ziel en onderzoekt het geweten".
"Een mens kan zoveel kennis verzamelen als hij wil, en toch voor de "geest van de dingen", het Rijk der Moeders, als voor een gesloten deur staan. Met die kennis heeft men echter in feite de sleutel van het rijk van de Geest in de hand. Het mondt uit in geleerdheid of in wijsheid. De wijze mens maakt zich meester van de geleerdheid van de kennisfanaat. Daarmee wordt hij gevoerd naar een gebied, dat voor de ander het "aller vreemdst" is: het Rijk der Moeders.

## Moderne protagonisten

### Mathieu Segers
Een Nederlandse wetenschapper en auteur, die regelmatig aan het mythische begrip Rijk der Moeders refereert is de historicus en hoogleraar Mathieu Segers.
Een citaat uit diens Marathoninterview op NPO Radio 1, d.d. 25 december 2021:
Ik moest me verzoenen met het begrijpen van wie ik ben. Je moet, zoals de Italiaanse schrijver en staatsman Benedetto Croce heeft geschreven, durven af te dalen naar het Rijk der Moeders. Dat Rijk komt voor in Faust van Goethe. Op een gegeven moment moet de hoofdpersoon daar naar toe en zegt Mefistofeles, de verpersoonlijking van het Kwaad, tegen hem dat hij daar naar toe moet en dat hij daar OF zal verzinken OF zal opstijgen. In het Rijk der Moeders bevinden zich de Oervormen der dingen. Je hebt Tekens en je hebt Oervormen. Die Oervormen waren rond in het Rijk der Moeders en daar jaagt ook de Geschiedenis als een soort chaos rond die oervormen. Als je die oervormen vindt en ziet, dan heb je een dieper inzicht in de dingen, in de werkelijkheid, dan voordien.
Ik ben een onzekere, zoekende en twijfelende jongen gebleven en daar zit ook mijn kracht. Ik wil die twijfel levend houden. Het is  echter heel moeilijk om die twijfel weg te rationaliseren. In principe verlangt de samenleving dat namelijk van je. Maar ik wil die twijfel levend houden en kwetsbaar durven zijn. Daarvoor moet ik een poging doen om zo af en toe in dat Rijk der Moeders te komen en voor mannen is dat extra moeilijk.

### Gerard Reve
Gerard Reve's fascinatie voor een mythische, oorspronkelijke moederfiguur is een bekend gegeven en is waarschijnlijk terug te voeren tot de jarenlang door hem gevolgde therapie bij psychiater Cees Schuurman.
In het verlengde daarvan verrast het niet dat het Faustiaanse Rijk der Moeders hem boeide, getuige het doctoraal proefschrift van de Belgische cultuurfilosoof Kris Pint in het studiejaar 2002/2003, aan de Universiteit Gent. Zijn studie is getiteld:  "Nu weet ik wie gij zijt!", een psychoanalytische lezing van Gerard Reve, vanuit poststructuralistisch perspectief: Derrida, Kristeva en de post-Jungianen, blz. 94,95.

## Kritiek
Een kritische beschouwing van Goethe's keuze om Faust II te laten aanvangen met diens gang naar het Rijk van de Moeders" is in mei 2019 gepubliceerd door de Belgische literatuurcriticus Willy Roggeman in een essay, getiteld "Circularia bij Faust II"., blz, 194-199.
Roggeman meent dat Goethe's "Rijk der Moeders" niet verder komt dan een vage metafysische schijnwereld, waarmee een in de Duitse cultuur geliefde diepgang wordt gesuggereerd.